# Goleč (otok)
Goleč je majhen nenaseljen otoček v Jadranskem morju ob obali južne Dalmacije blizu Dubrovnika in je del Elafitskih otokov. Pripada Hrvaški. Skupna površina otoka je 0,1 km2 (0,039 kvadratnih milj).